# Raiffeisenbank Kalbe-Bismark
Die Raiffeisenbank Kalbe-Bismark eG ist eine deutsche Genossenschaftsbank mit Sitz in der sachsen-anhaltischen Stadt Kalbe (Milde) im Altmarkkreis Salzwedel.

## Geschichte
Die heutige Raiffeisenbank Kalbe-Bismark eG wurde am 29. Oktober 1927 als Spar- und Darlehenskasse Calbe (Milde) eGmbH unter dem Wahlspruch "Keiner für sich allein, jeder für alle" von zehn Bauern ins Leben gerufen. Sie ist die älteste Bank der Stadt Kalbe (Milde).
1946, unter der Firmierung „Raiffeisenkasse Calbe (Milde) e.G.m.b.H.“, hatte die Bank bereits 205 Mitglieder. Am 10. Oktober 1946 fand die Verschmelzung der Raiffeisenkasse Calbe (Milde) e.G.m.b.H. als übernehmende Genossenschaft mit der Saatgutreinigungsgenossenschaft Calbe (Milde) und Umgebung statt. 1949 wurde die Vereinigung der Raiffeisenkasse mit den Altmärkischen Kornhäusern beschlossen. Daraus entstand die Dorfgenossenschaft Calbe/Milde und Umgebung eGmbH. Dazu gehörten die Orte Vahrholz, Altmersleben, Butterhorst und Kalbe. Am 22. Februar 1951 erfolgte die Verschmelzung der VdgB mit der Dorfgenossenschaft Calbe/Milde zur VdgB (BHG) Kalbe/Milde. Im Jahr 1990 erfolgte eine Neugründung der Genossenschaft unter dem Namen Raiffeisenbank und Handelsgenossenschaft e.G. Kalbe (Milde). Noch im gleichen Jahr kam es zur Ausgliederung des Warengeschäfts und die Bank wurde unter dem Namen Raiffeisenbank Kalbe eG weitergeführt. Zuletzt erfolgte am 1. Januar 1991 die Fusion mit der Raiffeisenbank Bismark eG mit dem Sitz in Bismark (Altmark) zur heutigen Raiffeisenbank Kalbe-Bismark eG.
Seit Gründung der Genossenschaft im Jahre 1927 wurden zahlreiche Verschmelzungen mit anderen kleinen Genossenschaften aus der Region durchgeführt. 

## Rechtsverhältnisse
Die Raiffeisenbank Kalbe-Bismark eG ist im Genossenschaftsregister beim Amtsgericht Stendal unter GnR 10 eingetragen.

## Organisationsstruktur
Rechtsgrundlagen sind das Genossenschaftsgesetz und die durch die Generalversammlung beschlossene Satzung. Organe der Bank sind der Vorstand, der Aufsichtsrat und die Generalversammlung. Die Aufgaben und Pflichten der Organe sind in der Satzung der Raiffeisenbank Kalbe-Bismark eG geregelt.

## Sicherungseinrichtung
Die Raiffeisenbank Kalbe-Bismark eG ist der amtlich anerkannten Sicherungseinrichtung des Bundesverbandes der Deutschen Volksbanken und Raiffeisenbanken GmbH und der zusätzlichen freiwilligen Sicherungseinrichtung des Bundesverbandes der Deutschen Volksbanken und Raiffeisenbanken e.V. angeschlossen.

## Geschäftsausrichtung
Die Raiffeisenbank Kalbe-Bismark eG betreibt das Universalbankgeschäft. Als Universalbank ist die Raiffeisenbank Kalbe-Bismark eG in folgenden Bereichen aktiv:
- Pflege des Spargedankens, vor allem durch Annahme von Spareinlagen
- Annahme von sonstigen Einlagen
- Gewährung von Krediten aller Art
- Übernahme von Bürgschaften, Garantien und sonstigen Gewährleistungen sowie die Durchführung von Treuhandgeschäften
- Durchführung des Zahlungsverkehrs
- Durchführung des Auslandsgeschäfts einschließlich des An- und Verkaufs von Devisen und Sorten
- Vermögensberatung, Vermögensvermittlung und Vermögensverwaltung
- Erwerb und Veräußerung sowie Verwahrung und Verwaltung von Wertpapieren und anderen Vermögenswerten
- Vermittlung oder Verkauf von Bausparverträgen, Versicherungen und Reisen
- Vermittlung von Immobilien und Leasingverträgen

Im Verbundgeschäft arbeitet sie mit der DZ Bank, R+V Versicherung, Bausparkasse Schwäbisch Hall, Teambank, VR Smart Finanz, DZ Hyp, Münchener Hypothekenbank eG und der Union Investment zusammen. Die Bank ist Mitglied der Genossenschaftlichen FinanzGruppe Volksbanken Raiffeisenbanken.

## Geschäftsgebiet
Das Geschäftsgebiet liegt Osten des Altmarkkreises Salzwedel sowie im Westen des Landkreises Stendal.
An diesen Orten betreibt die Bank personenbesetzte Filialen:
- Kalbe (Milde) (Hauptstelle, jur. Sitz)
- Bismark (Altmark) (Geschäftsstelle)